# Piogaster pilosator
Piogaster pilosator är en stekelart som först beskrevs av Aubert 1958.  Piogaster pilosator ingår i släktet Piogaster och familjen brokparasitsteklar. Enligt den finländska rödlistan är arten starkt hotad i Finland. Arten är reproducerande i Sverige. Artens livsmiljö är skogar. Utöver nominatformen finns också underarten P. p. caucasica.